# Benifaió
Benifaió (em valenciano e oficialmente) ou Benifayó (em castelhano)) é um município da Espanha, na província de Valência, Comunidade Valenciana. Tem 20,1 km² de área e em 2021 tinha 11 967 habitantes (densidade: 595,4 hab./km²). Pertence à comarca da Ribera Alta, e limita com os municípios de Alfarp, Alginet, Almussafes e Picassent.